# Hahnia liangdangensis
Hahnia liangdangensis là một loài nhện trong họ Hahniidae.
Loài này thuộc chi Hahnia. Hahnia liangdangensis được Guo Tang, Yang & Joo-Pil Kim miêu tả năm 1996.